# Iveco Massif
L'Iveco Massif è un fuoristrada prodotto dalla casa automobilistica italiana Iveco a partire dalla fine del 2007 al febbraio 2011 in numerose varianti di carrozzeria. Alla fine del 2008 fu introdotto nel listino anche l'Iveco Campagnola che altro non era che una versione più potente e meglio equipaggiata dell'originale Massif. L'Iveco Campagnola e il Massif riportano l'Italia nel mondo dei fuoristrada specialistici, come furono Alfa Romeo Matta e Fiat Campagnola prodotti durante il dopoguerra italiano.

## Il contesto
La Massif nacque come un fuoristrada robusto e spartano adatto alle situazioni più estreme; il progetto approvato agli inizi del 2006, fu sviluppato con il supporto della Santana Motor che ha fornito gran parte della meccanica e dei componenti. La Santana in passato assemblava su licenza le prime generazioni del Land Rover 109 per poi proporre una versione aggiornata e rivista, la PS10 Anibal marchiata Santana, e proprio da quest'ultima derivò la Massif.
Lo stile era stato curato da Giorgetto Giugiaro per mezzo della Italdesign e come tema fu reinterpretata la storica Land Rover Defender in chiave moderna senza tradire la vocazione off-road del veicolo. Il frontale infatti era caratterizzato dalla grande calandra a forma di U con marchio Iveco incorporato, la fanaleria era di forma circolare mentre i paraurti erano realizzati in plastica e non verniciati. La fiancata presentava i passaruota bombati protetti dagli appositi scudi paracolpi ed una piccola presa d'aria alle estremità del cofano incrementava la quantità di aria a disposizione per raffreddare il motore.
La coda invece presentava sul portellone la ruota di scorta e nelle versioni pick-up erano disponibili rifiniture in plastica grezza attorno ai fanali oppure la griglia in metallo protettiva. 

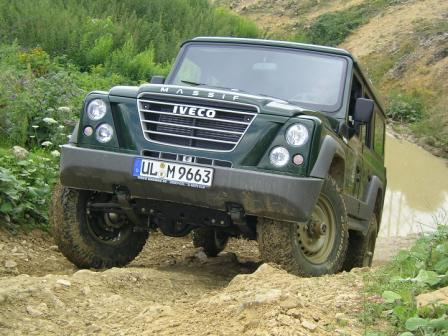
Il Massif in azione

Internamente invece si notava la maggiore differenza rispetto alla sorella PS-10: la plancia, sebbene realizzata con plastiche di qualità mediocre, possedeva degli assemblaggi abbastanza precisi, il disegno era spigoloso con la parte centrale della console che ospitava l'autoradio oppure lo schermo nel navigatore satellitare (proposto a pagamento) mentre più in basso erano presenti i comandi del climatizzatore manuale. Numerosi erano i vani a disposizione, il quadro strumenti era lo stesso utilizzato dai veicoli commerciali prodotti dalla Iveco, di facile lettura con retro illuminazione rossa. Di fronte al passeggero era presente un grande maniglione, mentre le bocchette d'aerazione dalla forma circolare erano le stesse utilizzate dal Fiat Ducato. La plancia era disponibile in differenti tonalità e sulle versioni più accessoriate erano disponibili anche gli inserti in plastica in color alluminio.
Il Massif con carrozzeria cinque porte poteva trasportare fino a sette persone grazie alla panchetta posteriore. Veniva proposto in un unico allestimento denominato SW in cui la dotazione di serie risultava molto povera: erano disponibili solo il differenziale posteriore autobloccante ed il divano posteriore sdoppiato. A pagamento gli alzavetri elettrici anteriori e posteriori, la chiusura centralizzata, il gancio traino, l'autoradio CD e MP3, il climatizzatore manuale (anteriore e posteriore), il volante in pelle, il tergilunotto, la copertura della ruota di scorta, gli interni in pelle, il tetto in tinta carrozzeria, il verricello e la protezione della coppa dell'olio motore.
Il Massif veniva prodotto dalla Santana Motor presso lo stabilimento di Linares in Spagna. La produzione annua ammontava a circa 4.500 esemplari commercializzati in tutta Europa.

## La meccanica
Il telaio aveva una struttura a traverse e longheroni in acciaio e motore longitudinale. Le sospensioni anteriori e posteriori erano configurate secondo lo schema a ponti con molle a balestre che risultava particolarmente efficace nel fuoristrada (inclinazione laterale 40°) e su strada, ma penalizzava il comfort. La trazione era posteriore con l'integrale inseribile manualmente ed era previsto di serie il bloccaggio del differenziale posteriore. Il cambio era un manuale a 6 rapporti con 6 ridotte prodotto dalla ZF che permetteva al Massif di superare pendenze fino a 45° (100%) grazie all'angolo d'attacco di 50° e all'angolo di uscita di 34°. La massima inclinazione laterale era di 40° con un'altezza da terra senza ingombri di 250 mm; inoltre l'assale anteriore veniva realizzato in acciaio ed era in grado di sopportare un carico massimo fino a 1.072 kg mentre quello posteriore (sempre in acciaio) sopportava fino a 2.150 kg.
Il motore era un 3,0 litri HTP turbodiesel common rail a quattro cilindri prodotto dalla Sofim Iveco è stato eletto "miglior motore per fuoristrada", grazie alle performance e alla particolare affidabilità, era infatti in grado di percorrere più di 600.000 km senza problemi. La distribuzione era a quattro valvole per cilindro con doppio albero a camme in testa, il monoblocco era in ghisa. La cilindrata era di 2.998 cm³ ed era disponibile in due differenti varianti entrambe omologate Euro 4: la versione con turbina a geometria fissa (FG) con potenza massima di 146 cavalli (107 kw) erogati a 3.500 giri al minuto con una coppia massima di 350 N·m disponibili a 1.400 giri al minuto. La versione con turbina a geometria variabile (VGT) erogava 176 cavalli (129,4 kW) a 3.500 giri al minuto con una coppia di 400 N·m disponibile a 1.250 giri al minuto. La velocità massima dichiarata per la versione da 176 cavalli era di 165 km/h con un consumo medio pari a 11,1 km/l ed emissioni di anidride carbonica pari a 294 grammi emessi al km nel ciclo combinato. Nel funzionamento con la sola trazione posteriore i consumi venivano ridotti del 10% circa.
L'impianto frenante sfruttava quattro dischi auto ventilati con quelli anteriori dal diametro di 295 mm. Optional il sistema anti bloccaggio delle ruote motrici (ABS) che agiva attraverso una rete di sensori per migliorare la frenata del veicolo. Invece era di serie il sistema FWH (acronimo di Free Wheel Hub) che rendeva libere le ruote anteriori in modo da evitare la rotazione di componenti, il che permetteva di ridurre sensibilmente i consumi.

## Iveco Campagnola
Dalla fine del 2008 l'Iveco introdusse nella propria gamma la Campagnola, versione lussuosa della Massif caratterizzata dalla dotazione di serie arricchita. La Campagnola prendeva spunto dal fuoristrada originale proposto dal marchio Fiat nella metà degli anni cinquanta e, come l'antenata, è stata offerta nella sola variante di carrozzeria a tre porte. Il motore 3.0 HTP diesel da 176 cavalli rende l'auto abbastanza agile e dalle prestazioni vivaci benché i costi di gestione risultino elevati.
Rispetto al Massif la Campagnola disponeva di serie l'ABS, la chiusura centralizzata con antifurto, il climatizzatore manuale, la selleria e il volante in pelle, il tetto in tinta carrozzeria e il tergilunotto. La produzione della Campagnola iniziò alla fine del 2008, inaugurata dai primi 499 esemplari della Opening Edition, e le consegne partirono nel 2009.

## Versioni e allestimenti

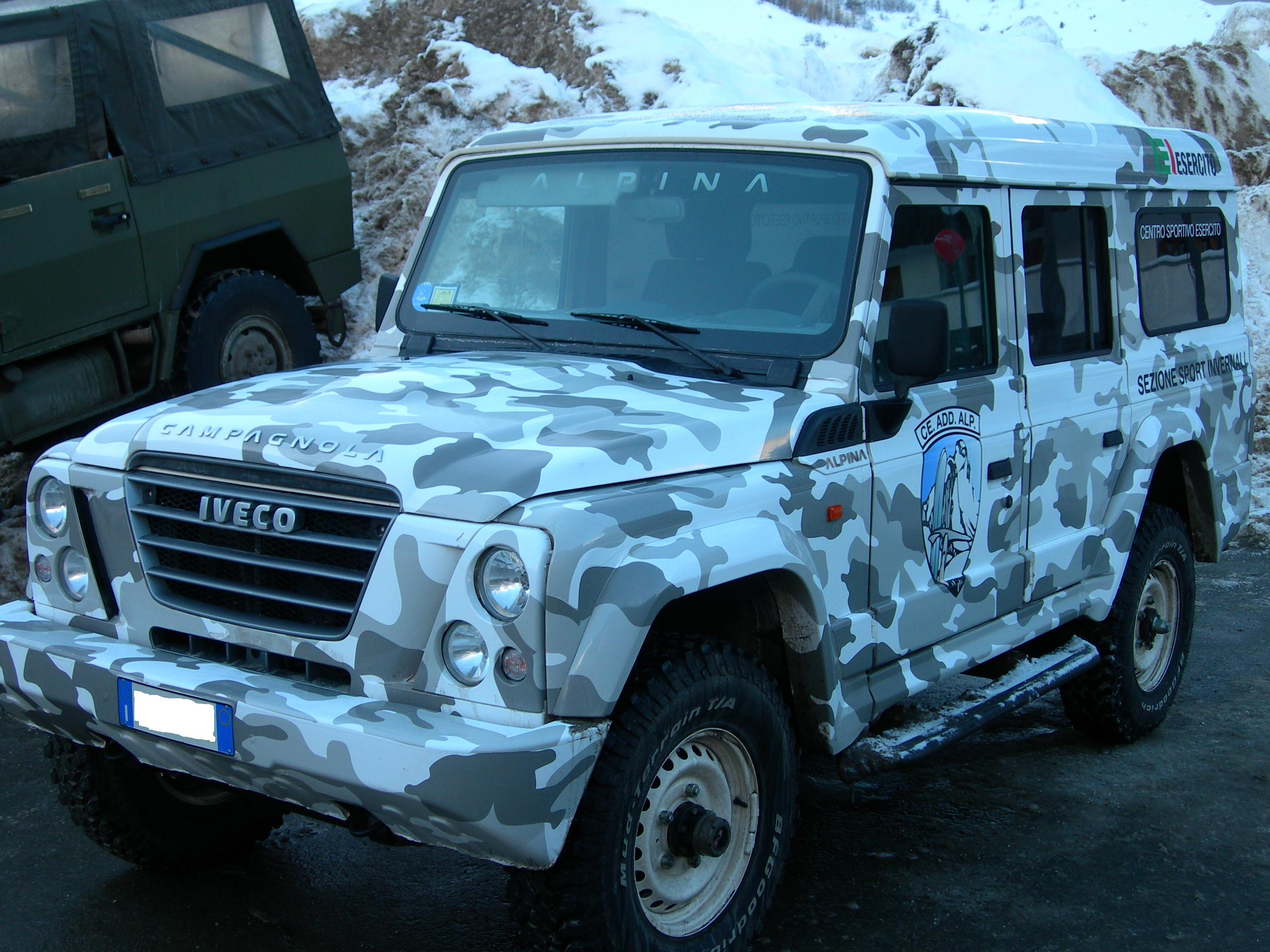
L'Iveco Alpina, unico esemplare destinato all'esercito

Il Massif è stato proposto in quattro differenti carrozzerie allestite per andare incontro a una fascia di clientela abbastanza vasta: la versione tre porte, lunga 4,25 metri disponeva di quattro posti, con un bagagliaio capace di contenere fino a 1.800 litri con il divano posteriore reclinato. La versione cinque porte fu omologata come una cinque posti, ma in aggiunta si poteva montare una panca con altri due sedili. La lunghezza era di 4,72 metri ed il bagagliaio conteneva fino a 2.333 litri. A questi due modelli si aggiungeva la versione pick-up lunga 4,55 metri con cassone posteriore in alluminio e portata utile fino a 1.100 kg. Il Massif veniva offerto anche nella versione chassis-cab con pianale posteriore libero e possibilità di trasformazione presso i carrozzieri in ambulanza, autopattuglia, cassone pick-up maggiorato oppure altre trasformazioni per uso speciale (come spazzaneve o carro attrezzi). 
Non sono mancate versioni speciali derivate dal Massif: nel 2009 è stata realizzata l'Iveco Alpina, una versione prodotta in un unico esemplare destinata al Centro addestramento alpino - Reparto attività sportive dell'Esercito Italiano. La carrozzeria a cinque porte è stata verniciata con uno schema mimetico mentre il motore era il classico 3,0 litri HPT erogante 176 cavalli. Inoltre nel giugno del 2008 all'esposizione Pitti Uomo di Firenze l'Iveco ha presentato la versione speciale Massif Italia Independent realizzata su richiesta per clienti facoltosi. La Massif Italia Independent aveva la carrozzeria cinque porte ed era verniciata in un marrone opaco, con calandra e marchio Iveco bruniti, paracolpi laterali opachi e paraurti anteriore tubolare con scudo paracolpi in alluminio.
Un importante sostegno è stato dato a diversi eserciti con la versione LUV: light utility vehicle, dotata di differenziale anteriore bloccabile, paraurti modificati, verricello, gancio di traino e protezioni sottoscocca.
All'inizio del 2011 l'azienda Santana Motor che la produceva fallì: questo portò all'interruzione della produzione.